# Japón
Pour plus de détails, voir Fiche technique et Distribution.
Japón est un film hispano-mexicain réalisé par Carlos Reygadas sorti en 2002.

## Fiche technique
- Titre : Japón
- Réalisation : Carlos Reygadas
- Scénario : Carlos Reygadas
- Photographie : Diego Martínez Vignatti et Thierry Tronchet
- Montage : Daniel Melguizo, Carlos Serrano Azcona et David Torres
- Décors : Alejandro Reygadas
- Musiques : Arvo Pärt, Dimitri Chostakovitch et Jean-Sébastien Bach
- Production : Carlos Reygadas, Jaime Romandia, Carlos Serrano Azcona, Gerardo Tagle
- Société de production : No Dream Cinema, Mantarraya Producciones
- Pays d'origine :   Mexique ;  Espagne
- Format : Couleurs - 1,66:1 - Dolby - 35 mm
- Genre : Drame
- Durée : 130 minutes
- Date de sortie : 17 mai 2002, Festival de Cannes 2002 (mention spéciale à la Caméra d'or)

## Distribution
- Alejandro Ferretis[1]
- Magdalena Flores
- Yolanda Villa
- Martín Serrano
- Rolando Hernández

## Récompenses
- Festival international du film de Thessalonique 2002 : meilleur réalisateur
- Prix de l'Âge d'or 2002